# 莫里哀号列车
莫里哀号（法語：Molière）是曾經运营于法国巴黎经比利时至德国杜塞尔多夫间一班国际列车所使用的名称，由法国国家铁路在1973年至1997年间开行。其命名源自法国著名喜剧作家莫里哀，后者出生并成长于巴黎。列车曾先后被纳入全欧快车（TEE）、城际列车（IC）、直通列车（D）及欧城列车（EC）等类别，直至1997年被新投入运营的大力士高速列车所取代而停运。

## 全欧快车
莫里哀号的前身是自1954年起开行、连接法国首都巴黎至德国鲁尔区中心城市多特蒙德的全欧快车巴黎-鲁尔号。随着后者的运行区间在1971年缩短至杜塞尔多夫始发及终到，列车不再进入鲁尔区，其名称与现实也已不再匹配。为此德国联邦铁路积极寻求重新命名，并自1973年6月7日起正式使用莫里哀号的名称。
| TEE40次 | TEE40次 | 停靠站     | TEE41次 | TEE41次 |
| 里程    | 时刻    | 停靠站     | 时刻    | 里程    |
| ------- | ------- | ---------- | ------- | ------- |
| 0       | 06:55   | 杜塞尔多夫 | 23:11   | 533     |
| 40      | 07:21   | 科隆       | 22:44   | 493     |
| 110     | 08:04   | 亚琛       | 21:57   | 423     |
| 165     | 08:50   | 列日       | 21:10   | 368     |
| 225     | 09:32   | 那慕尔     | 20:34   | 308     |
| 304     | 10:29   | 莫伯日     | 19:36   | 229     |
| 533     | 12:10   | 巴黎       | 17:55   | 0       |

为达到列车在经济上的最佳运行距离，将行程控制在500公里以内，莫里哀号自1975年6月1日起将运行区间进一步缩短至科隆始发及终到。旅客前往杜塞尔多夫、多特蒙德、伍珀塔尔或哈根方向均需要在科隆火车总站中转。德国联邦铁路曾在此时建议撤销莫里哀号，但因遭到比利时国家铁路的反对而得以继续维持在科隆以西的运营。由于酒吧车的利用率较低，莫里哀号自1975年冬季起已停止了车内自助餐供应。至1976年的夏季时刻表中，列车开始逢周六停开，在1978年的冬季时刻表中则进一步修订为逢星期日停开。自1978年5月28日起，列车开始在双向增加圣康坦停站。
在1979年5月27日的时刻表更替中，莫里哀号开始在列车编组中搭载法国国家铁路提供的Corail车厢（含二等席别），它不再作为全欧快车运营。德国联邦铁路也随之将其纳入两舱车厢等级的城际列车网络，但使用直通列车类别按原全欧快车的时刻表运营。值得注意的是，莫里哀号是在时刻表更替的两日前，即5月25日执行了最后一班全欧快车班次。

## 直通列车
1980年6月1日，莫里哀号升级为城际列车类别，获分配车次为IC430/431次。在1983年5月的夏季时刻表更替中，莫里哀号的运行区间又被延长至丹麦，开始提供巴黎至哥本哈根间的夜间列车服务，并更改类别为直通列车，使用车次为D430/431次。其沿途停靠的主要车站为：哥本哈根－奈斯特韦兹－尼克宾－勒兹比－普特加登－吕贝克－汉堡－不来梅－奥斯纳布吕克－明斯特－哈姆－多特蒙德－波鸿－埃森－杜伊斯堡－杜塞尔多夫－科隆－亚琛－韦尔维耶－列日－那慕尔－沙勒罗瓦－莫伯日－圣康坦－巴黎。1986年5月，莫里哀号再度恢复为城际列车，运行区间则缩短为巴黎－科隆，因此日间班次仍然存在。

## 欧城列车
随着欧城列车在1987年5月31日推出，莫里哀号又升级至这一类别，使用车次为EC40/41次，但北段的始发/终到站再度延长至多特蒙德。此时的莫里哀号成为连接巴黎至鲁尔区的三班欧城列车之一，它与居斯塔夫·埃菲尔号（Gustave Eiffel）和帕西法尔号（Parsifal）在两地间提供每日三班的往返服务。1993年5月23日，其列车车次又被重新编号为EC30/31次。
1997年12月14日，连接巴黎经布鲁塞尔至科隆之间的大力士高速列车开始投入运营，莫里哀号就此停运。

## 脚註
1. ↑  Mertens & Malaspina 2007，第338頁.
2. ↑  Goette 2008，第78頁.
3. 1 2 3 4 5  Mertens & Malaspina 2007，第338-340頁.
4. 1 2  Hajt 2001，第73頁.
5. ↑  Malaspina 2006，第16頁.
6. ↑  Malaspina 2006，第28頁.
7. ↑  Malaspina 2006，第29頁.
8. ↑  Mertens & Malaspina 2007，第338頁.